# 佐々木文彦
佐々木 文彦（ささき ふみひこ、1958年10月31日 - ）は、日本の言語学者で、明海大学外国語学部日本語学科教授。 秋田県秋田市出身。専門学は日本語学。

## 略歴
- 1977年秋田県立秋田高等学校を卒業。
- 1983年東京大学文学部国語学専修課程を卒業。
- 1989年東京大学大学院博士課程を単位取得満期退学。

## 著書
- 「暮らしの言葉 新語源辞典」講談社-2008年
- 「暮らしの言葉 擬音・擬態語辞典」講談社-2003年
- 「日本語再入門 知識編」日栄社-2009年

## 出演
- トリビアの泉（フジテレビジョン）
- ブロードキャスター（TBS）